# Глобальная ассоциация смешанных боевых искусств
Глобальная ассоциация смешанных боевых искусств (англ. GAMMA - Global Association of Mixed Martial Arts) начала свою деятельность в 2017 году.

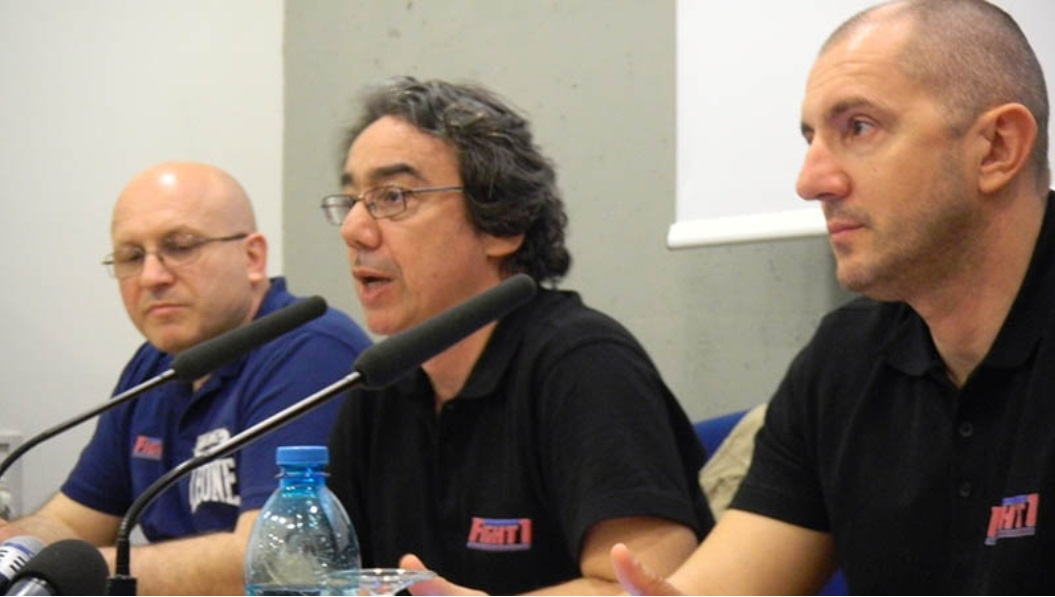
Карло Ди Блази, вице-президент GAMMA, с генеральным директором MMA Марко Франца из Карабинеров и генеральным директором MMA Лука Делла Роза

GAMMA была основана знаменитостями в мире боевых искусств и единоборств Паоло Биотти и Карло Ди Блази с целью возрождения этических и моральных ценностей традиционных боевых искусств в MMA через регулирующие органы, инновационные нормы безопасности и образовательные программы для молодежи по всему миру. Сегодня GAMMA насчитывает более 140 национальных федераций-членов, из которых около 70 признаны Национальным олимпийским комитетом или Национальным спортивным управлением.
В том же году организация разработала правила и регламент для современного спорта MMA, выступая в качестве международной федерации Смешанные боевые искусства. GAMMA предлагает семь различных стилей соревнований, включая submission, light и full contact.

## История
GAMMA была основана в 2017 году после встречи Паоло Биотти, чемпиона боевых искусств с 30-летним стажем, с крупнейшим европейским промоутером Карло Ди Блази. Они не могли терпеть искажение боевых искусств в СМИ, где превалировали насилие и оскорбления. Поэтому Биотти и Ди Блази, обладая 40-летним опытом в спортивных федерациях, маркетинге, организации крупных турниров с 14 000 зрителей и сотрудничестве с телевидением, решили создать организацию GAMMA.
Организация была основана в Риме бывшими спортсменами Паоло Биотти и Карло Ди Блази как международный регулирующий орган по MMA. Их целью было глобальное развитие спорта и его признание на Олимпийском уровне.

## Организация
Центральный офис расположен в Нидерланды, а оперативная штаб-квартира находится в Милане.

### Руководство
- Первый вице-президент: Карло Ди Блази -  Италия
- Президент комитета стран-участников: Эрик Ла Рокка -  Франция
- Директор по телевидению и маркетингу: Паоло Биотти -  Италия
- Генеральный секретарь: Желько Банич -  Хорватия

## Турниры
Основные любительские турниры по MMA организуются GAMMA:
- Чемпионат мира по любительскому MMA (мужчины)
- Чемпионат мира по любительскому MMA (женщины)
- Кубок мира по MMA
- Профессиональный чемпионат мира по MMA
- Молодежный чемпионат мира по MMA

GAMMA также занимается сертификацией экипировки (перчатки, шлемы, ринги), используемой в официальных соревнованиях. Вся экипировка, применяемая на официальных матчах, должна быть сертифицирована организацией.